# Affaire EADS
L’affaire EADS comporte deux volets: d'une part, une suspicion de délit d'initié de la part des hauts dirigeants d'Airbus et d'EADS lors de l'exercice de leurs stock-options en novembre 2005 et en mars 2006 avant l'annonce publique des retards de livraison du gros porteur A380 le 13 juin 2006 ; d'autre part, la cession, le 4 avril 2006, par DaimlerChrysler et le Groupe Lagardère, défendu par le cabinet Brandford Griffith, de 7,5 % du capital d'EADS chacun à des investisseurs institutionnels français comme la Caisse des dépôts et consignations (CDC), entraînant pour eux une importante moins-value latente.
De nombreux cadres d'EADS auraient réalisé d'importantes plus-values en vendant des titres EADS en mars 2006, avant l'annonce officielle de retards de livraison du très gros porteur A380 le 13 juin 2006. Cette annonce avait entraîné une chute du cours de l'action du groupe de plus de 36 % en une seule séance. Les personnes concernées nient tout délit et assurent n'avoir rien connu des problèmes de l'A380.

## Les enquêtes

### Enquête judiciaire
Une enquête judiciaire en cours a pour objet des opérations suspectes réalisées en 2006, juste avant l'annonce de difficultés du groupe EADS, en particulier concernant l'A380. Les juges Philippe Courroye et Xavière Simeoni sont désignés en novembre 2006 pour instruire une information judiciaire  ouverte contre X pour délit d'initié, recel de délit d'initié et diffusion d'informations fausses ou trompeuses, à la suite d'une plainte de petits actionnaires. Ils doivent déterminer si Noël Forgeard et plusieurs membres de la direction d'EADS ont ou non agi de manière frauduleuse en utilisant des informations privilégiées pour revendre des titres au bon moment.
Selon la Tribune du 29 mai 2007, les dirigeants d'EADS sont au courant dès le 6 mars 2006 des retards du programme A380, incitant les dirigeants du groupe européen de défense et d'aéronautique à exercer leurs stock-options dès le lendemain.
Dans une conversation téléphonique postérieure de 9 mois entre l'homme d'affaires Jean Galli Douani et le directeur technique d'Airbus d'alors, Alain Garcia, ce dernier aurait confié que de « graves problèmes industriels d'Airbus » auraient été évoqués lors de ce conseil d'administration ainsi que des retards « conséquents ».
Entendu par la brigade financière le 2 mai dans le cadre de l'enquête menée par Xavière Simeoni, Jean Galli Douani aurait remis l'enregistrement de cette conversation aux autorités judiciaires. EADS dément qu'Alain Garcia, parti en retraite en avril 2007, ait pu tenir ces propos.
Une note de Raymond Lévy, président du conseil de surveillance du groupe Lagardère, dévoile que « les difficultés de l'A380 ont été sous-estimées ». Selon le groupe, cette note aurait été écrite le 13 septembre 2006 et serait postérieure à la date de vente des actions objet d'une enquête de l'autorité des marchés financiers (AMF). Toutefois, une autre source affirme qu'elle serait bien antérieure.

### Enquête de l'AMF
L'enquête de l'Autorité des marchés financiers (AMF) porte sur l'exercice par certains dirigeants d'EADS et de sa filiale Airbus de leurs stock-options en novembre 2005 et en mars 2006 et sur la cession par Daimler et Lagardère (par la Sogeade) de 7,5 % du capital d'EADS chacun le 4 avril 2006 à des investisseurs institutionnels français, notamment la Caisse des dépôts et consignations (CDC),. Elle doit se terminer au début de l'année 2008.

### Commission parlementaire
La commission des finances de l'Assemblée nationale auditionne Arnaud Lagardère le 25 octobre 2007.

## Les protagonistes
- Noël Forgeard, ancien coprésident exécutif d'EADS, avec Thomas Enders[13]. Il achète puis vend (c'est le système des stock-options) 162 000 titres le 15 mars 2006 et réalise une plus-value de 2,5 millions d'euros. Ses enfants vendent 127 998 titres le 17 mars 2006, réalisant une plus-value de 4,2 millions d'euros[14].
- François Auque, directeur d'EADS Space, vend 10 000 titres avec une plus-value de 114 000 euros[15].
- Jean-Paul Gut, directeur général délégué, vend 50 000 titres pour 737 000 euros[15].
- Jussi Itavuori, directeur des ressources humaines d'EADS, vend 95 000 titres pour un profit de 1,2 million d'euros[15].
- Olivier Andriès, vice-président d'Airbus, vend 56 000 titres pour 610 000 euros[16], se traduisant par une plus-value de 389 000 euros[17]
- John Leahy, ancien directeur commercial d'Airbus, est soupçonné d'avoir vendu 260 600 titres avec une plus-value de 3,12 millions d'euros[18].
- Erik Pillet, ancien directeur des ressources humaines d'Airbus, est soupçonné d'avoir vendu 50 400 titres avec une plus-value de 540 000 d'euros[18].
- Arnaud Lagardère fait vendre 7,5 % du capital d'EADS par le groupe Lagardère le 4 avril 2006 (2 milliards d'euros). Le PDG a toujours affirmé ne pas avoir été informé de l'ampleur des difficultés d'industrialisation de l'A380, lors de la cession de ses titres EADS à des investisseurs institutionnels français, notamment la Caisse des dépôts et consignations (CDC)[19]. Cette vente fait l'objet d'une enquête judiciaire et d'une enquête de l'autorité des marchés financiers (AMF) sur d'éventuels délits d'initiés, mais l'affaire n'aboutira pas[20].
- Manfred Bischoff, qui partage la présidence du conseil d'administration d'EADS avec Arnaud Lagardère[21].
- Gustav Humbert, ancien PDG allemand d'Airbus, est accusé d'avoir vendu 160 000 actions EADS en novembre 2005 pour une plus-value de 1,685 million d'euros[22].
- Thomas Enders, ancien coprésident exécutif d'EADS avec Noël Forgeard, soupçonné d'avoir vendu 50 000 titres pour une plus-value de 711 750 euros[23].
- Thierry Breton, alors ministre de l'Economie et des finances[24].
- Francis Mayer (1950-2006), alors directeur général de la Caisse des dépôts et consignations (CDC) (2002-2006)[25].
- Augustin de Romanet, nommé directeur général de la Caisse des dépôts et consignations en remplacement de Francis Mayer[26].
- Dominique Marcel, alors directeur financier de la Caisse des dépôts et consignations (CDC)[27].
- Xavier Musca, alors directeur du Trésor[28].
- Raymond Lévy, Président de Conseil de Surveillance de Lagardère[7].

### La position des États français et allemand
Le contexte stratégique et géopolitique de ces opérations financières est particulièrement sensible car le groupe EADS est une société franco-allemande qui représente à la fois le fleuron de la technologie militaire et aéronautique européenne et le symbole de la coopération entre ces deux pays. Or, cette situation est régie par un système règlementaire précis, résultat de longues négociations quant aux rôles des gouvernements respectifs dans la conduite et le financement de l'entreprise.
De nombreuses personnalités politiques françaises, dont certaines aux affaires à l'époque des faits, ont pris position sur ce dossier, les unes pour critiquer soit une mauvaise gestion des investissements nationaux soit une manœuvre participant à un délit d'initié destiné à protéger les intérêts financiers de personnes privées aux dépens de la Caisse des dépôts et consignations, les autres, dont la majorité UMP qui était déjà au pouvoir en 2006, réfutent principalement ces accusations sur la base du fait que l'État français, et en particulier le gouvernement, n'était pas informé des difficultés au-devant desquelles allait le groupe EADS voire, n'était même pas au courant de la tenue de ces opérations financières, ou que celles-ci ont été effectués selon les règles, notamment en concertation avec l'État allemand dont la participation est tenue d'égaler constamment celle de l'État français.

## Chronologie
La chronologie des faits est au cœur de la procédure et du délit d'initié possible.

### 2005
- 18 janvier 2005 : Présentation officielle au sol de l'Airbus A380[36].
- 27 avril 2005 : Premier vol de l'Airbus A380[37].
- Depuis le lancement de l'A380, des réunions hebdomadaires sont organisées à Airbus Toulouse pour faire le point avec les différents intervenants sur l’avancement du programme. Ces informations sont adressées à la direction d’Airbus et plus particulièrement au Shareholder Committee (en français « le comité des actionnaires ») de l’avionneur.
- 3 mai 2005 : Après avoir estimé « possible, voire probable » un retard de ses livraisons d’A380, l’avionneur européen annonce un premier décalage de six mois du calendrier. La première livraison à Singapore Airlines est reportée au second semestre 2006[38].
- Été 2005 : Arnaud Lagardère, président du groupe Lagardère, souhaite sortir du capital d'EADS, propriétaire d'Airbus. Par ailleurs, des rumeurs font état de l'entrée d'investisseurs russes et qatariens dans le capital d'EADS[39].
- Octobre 2005 : Lors d'un déjeuner d'affaires, Arnaud Lagardère propose à Francis Mayer, directeur général de la Caisse des dépôts et consignations (CDC), de racheter une partie des actions EADS du groupe Lagardère (14 %) détenues par l'intermédiaire de la Sogeade, société holding regroupant les intérêts français avec l'État français[39].
- Novembre 2005 : Premières ventes suspectes de titres EADS de la part de dirigeants et actionnaires du groupe[40].

### 2006
- 9 janvier 2006 : Lors de la cérémonie des vœux du groupe Lagardère, Arnaud Lagardère annonce une réduction prochaine de sa participation dans EADS[41].
- Mi-janvier 2006 : Première réunion de travail au siège de la Caisse des dépôts et consignations (CDC), rue de Lille à Paris, sur le thème d'un rachat partiel des actions d'EADS du groupe Lagardère par la CDC, en la présence d'Alain Maillot, avocat de Lagardère, Matthieu Pigasse, associé-gérant de la banque Lazard qui aide la banque Ixis à vendre les actions. D'autres investisseurs institutionnels français comme le groupe des Caisses d'épargne, la Caisse nationale de prévoyance et le Crédit mutuel sont également sollicités[39].
- 22 février 2006 : Dominique d'Hinnin, directeur financier du groupe Lagardère, rencontre Alain Quinait, conseiller aux affaires économiques du premier ministre Dominique de Villepin. Il lui remet une note sans en-tête selon laquelle le groupe Lagardère souhaite réduire de moitié sa participation dans EADS, soit une diminution de 15 % à 7,5 % dans le capital d'EADS. Cependant, le groupe Lagardère resterait « l'opérateur industriel français d'EADS ». La Caisse des dépôts et consignations (CDC) y est désignée comme le repreneur potentiel. Ce mémo sera exhumé au Ministère des finances en octobre 2007 par les enquêteurs de l'Inspection des finances, commis par la ministre de l'économie Christine Lagarde. Thierry Breton, le ministre de l'époque, dit ne jamais l'avoir vu; son cabinet l'ayant classé « sans suite » et transmis à l'Agence des participations de l'État (APE)[39].
- 6 mars 2006 : Au cours d’une réunion hebdomadaire, les dirigeants d'Airbus constatent qu’ils ne pourront fournir les 29 A380 prévus pour 2007. Un nouveau plan interne de production ramène leurs prévisions à 24 appareils (La Tribune, 29 mai 2007)[4].
- 7 mars 2006 : Le conseil d’administration d’EADS statue sur les comptes avec la présence d'Alain Garcia, directeur technique du groupe qui évoque la gravité des retards de l'A380[42]. À la suite de ce conseil, Noël Forgeard obtient l’autorisation de vendre ses stock-options. Il réalise ainsi une plus-value de 2,5 millions d'euros le 15 mars 2006[14].
- 8 mars 2006 : EADS annonce un bénéfice net record de 1,68 milliard d’euros (+ 39 %) en 2005[43].
- Mi-mars 2006 : La Caisse des dépôts et consignations (CDC) décide d'acquérir 2,25 % des 7,5 % du capital d'EADS vendu par le groupe Lagardère. Francis Mayer, le directeur général de la CDC, est hospitalisé et l'opération est pilotée par Dominique Marcel, directeur financier de la CDC. Sûr de l'information des services du Premier ministre et du Ministère des finances, la CDC ne rend pas compte de l'opération à l'État[39].
- 20 mars 2006 : Les groupes Lagardère et DaimlerChrysler, actionnaires privés d’EADS, annoncent qu’ils vont céder chacun 7,5 % du capital[44]. L’opération rapporte à chacun 2 milliards d’euros[41].
- 24 mars 2006 : L’action EADS culmine à 35,13 euros[41].
- 28 mars 2006 : Signature de la vente des actions EADS entre la CDC et le groupe Lagardère, par l'intermédiaire de la banque Ixis et de la banque Lazard, confirmant une fuite dans Le Canard enchaîné[39].
- 29 mars 2006 : Présentation chez Airbus de l’étude d’impact du passage de 29 à 24 A380. Cette réduction enlève toutes les marges de bénéfices attendues. Le programme A380 aura une rentabilité nulle mais n’aura pas d’incidence sur le résultat d’exploitation d’EADS[41].
- 3 avril 2006 : Conseil d'Administration de la Sogeade, société holding regroupant les intérêts français dans EADS (État français et groupe Lagardère), préparé par Luc Rémont, directeur de cabinet du ministre Thierry Breton. L'État renonce à son droit de préemption sur les actions vendues à la CDC et ne s'oppose pas à la vente. Le représentant de l'État à la Sogeade Philippe Pontet ne s'y oppose pas non plus. En juin 2006, le directeur financier de la CDC Dominique Marcel déclarera sur le procès-verbal à la commission de surveillance de la CDC : « Dans le cadre du pacte d'actionnaires (d'EADS), l'État a autorisé la CDC à procéder à cette acquisition. » Interrogé sur cette passivité, l'ancien ministre des Finances Thierry Breton dira qu'il s'agit d'une « erreur d'interprétation juridique »[39].
- 4 avril 2006 : Officialisation de la vente de 7,5 % du capital d'EADS par le groupe Lagardère à des investisseurs institutionnels français, principalement la CDC[45]. Le PDG Arnaud Lagardère affirmera toujours ne pas avoir été informé de l'ampleur des difficultés d'industrialisation de l'A380, lors de la cession de ses titres EADS. Cette vente fera l'objet d'une enquête judiciaire et d'une enquête de l'autorité des marchés financiers (AMF) sur d'éventuels délits d'initiés mais l'affaire n'aboutira pas[20].
- 4 avril 2006 : Le député UMP Philippe Auberger, président de la commission de surveillance de la CDC, est également informé de l'opération[46]. Les autres membres de la commission le seront le lendemain.
- 11 avril 2006 : La vente des actions EADS par le groupe Lagardère est rendue publique.
- 11 avril 2006 : La Présidence de la République maintenue à l'écart s'informe auprès de la CDC des modalités de l'opération. Stéphane Dupré La Tour, conseiller à l'industrie de M. Chirac, téléphone ainsi à Dominique Marcel, directeur financier de la CDC. Augustin de Romanet, secrétaire général adjoint de l'Élysée, contacte Anne de Richecour, proche adjointe de Francis Mayer. Il s'inquiète des conséquences diplomatiques de l'opération, en particulier vis-à-vis de l'Allemagne, coactionnaire d'EADS. Il deviendra directeur général de la CDC en 2007[26].
- 15 avril 2006 : Lors d’une réunion du comité des actionnaires d’Airbus, le patron de l’avionneur, Gustav Humbert, ne parle plus de 24 avions. Il prévoit des retards mais ne peut pas les chiffrer[46].
- 26 avril 2006 : Raymond Lévy, président du conseil de surveillance du groupe Lagardère, aurait écrit à cette date selon le groupe, que « les difficultés de l'A380 ont été sous-estimées ». Cependant, la date réelle de cette note est contestée. Le Canard enchaîné du 30 mai 2007 évoque le même compte-rendu d'une conversation entre Raymond Lévy et le directeur de la stratégie d'Airbus, Olivier Andriès, en soulignant que les enquêteurs chargés de l'affaire d'éventuels délits d'initiés au sein d'EADS, ont « la certitude que cette conversation est antérieure à mars 2006 »[8].
- 29 mai 2006 : Le conseil d’administration d’EADS demande une clarification et des précisions sur le programme, au niveau des livraisons et des conséquences financières.
- 13 juin 2006 : À peine deux mois après la vente des actions EADS du groupe Lagardère à la CDC, Airbus informe ses clients d’un deuxième retard de six à sept mois de l’A380, limitant les livraisons en 2007 à neuf appareils[47]. La crise vient de problèmes de câblages à l’usine de Hambourg.
- 14 juin 2006 : Le titre EADS plonge de 26,32 %, à 18,73 euros[48]. Pour la Caisse des dépôts et des consignations (CDC), la moins-value latente est de 200 millions pour un investissement de 600 millions d'euros[49]. La CDC déclare à la presse qu'elle portera plainte en cas de communication mensongère d'EADS.
- 16 juin 2006 : l’Autorité des marchés financiers (AMF) annonce qu'elle a ouvert une enquête[50]. Elle indique qu’elle enquête « depuis plusieurs semaines sur le marché du titre EADS » et qu'elle soupçonne les dirigeants et les actionnaires d'EADS d'avoir vendu leurs actions au plus haut (24 mars 2006), quelques semaines avant la révélation des retards de l'Airbus A380 (13 juin 2006). À titre d'exemple, le coprésident d'EADS, Noël Forgeard, a réalisé une plus-value de 3,5 millions d'euros en mars 2006, ainsi que ses propres enfants[14]. Il démissionnera le 2 juillet 2006[51]. En novembre 2006, le parquet de Paris ouvrira une information judiciaire contre X pour « délit d'initié, diffusion de fausses informations et recel sur le titre » EADS. C'est le début de l'affaire EADS[52].
- 21 juin 2006 : Plusieurs actionnaires individuels déposent plainte pour délit d'initié[7].
- 2 juillet 2006 : Noël Forgeard démissionne de la coprésidence d'EADS et est remplacé par Louis Gallois[53]. Gustav Humbert démissionne de la présidence d'Airbus et est remplacé par Christian Streiff[54].
- 3 octobre 2006 : EADS annonce que finalement le retard du programme est porté à deux ans[55]. Un seul appareil sera livré en 2007.
- 9 octobre 2006 : Louis Gallois cumule la coprésidence d’EADS et la présidence d’Airbus à la suite de la démission de Christian Streiff[56].
- 23 novembre 2006 : Le parquet de Paris ouvre une information judiciaire contre « X » pour « délit d'initié, diffusion de fausses informations et recel sur le titre de la société. »[52].
- 12 décembre 2006 : Des perquisitions sont menées par la police au siège parisien d'EADS et à celui du groupe Lagardère.
- 14 décembre 2006 : L'Association de défense des actionnaires minoritaires (ADAM) décide de porter plainte pour « délit d'initié » ou « information trompeuse ».

### 2007
- 9 mars 2007 : EADS annonce un bénéfice net en baisse à 99 millions d'euros en 2006, du fait des pertes d'Airbus[57].
- 24 avril 2007 : Plusieurs cadres du groupe EADS, dont Jean-Paul Gut, sont convoqués pour interrogatoire à la brigade financière[58].
- 14 mai 2007 : Le directeur général délégué d'EADS, Jean-Paul Gut, réclamerait une indemnité de départ (parachute doré) d'au moins 12 millions d'euros[59]. Cette information est démentie par le groupe EADS.
- 22 mai 2007 : L'AMF entend le directeur général délégué d'EADS Jean-Paul Gut sur de possibles délits d'initiés[60].
- 29 mai 2007 : Le coprésident français d'EADS Arnaud Lagardère est auditionné par l’AMF[61].
- 3 octobre 2007 : Le Figaro publie des extraits d'un rapport d'étapes de l'AMF transmis au parquet de Paris. Il est accablant pour les dirigeants et les actionnaires d'EADS et pointe un délit d'initié massif de la part des dirigeants d'EADS. Le rapport final de l'AMF sera rendu public début 2008. EADS et Thomas Enders, président d'Airbus, ont déposé plainte contre « X » pour cette divulgation[62].
- 30 octobre 2007 : La Commission des finances du Sénat auditionne Dominique de Villepin, premier ministre au moment de la transaction en mars-avril 2006. Il déclare que, ni lui, ni les services du Premier ministre, n'ont été informés des difficultés de l'Airbus A380 avant leur annonce officielle en juin 2006. Il a confirmé la transmission de notes d'information par le groupe Lagardère à ses services comme à ceux du ministre des Finances Thierry Breton au début 2006. Le groupe Lagardère a ainsi « informé l'État conformément au pacte d'actionnaires de son intention de vente ». Il a affirmé que l'État devait être informé mais n'avait pas en à donner l'autorisation. Selon lui, la Caisse des dépôts et consignations (CDC) n'a jamais informé Matignon du rachat d'une grande partie des actions EADS vendues au prix fort par le groupe Lagardère, bien qu'un des documents du groupe Lagardère de la fin février 2006 « mentionnait l'intérêt potentiel d'investisseurs français (...), dont la CDC »[39]. À la suite de la polémique sur les stock-options, le géant de l'aéronautique décide de renoncer à ce type de rémunération.

### 2008
- 30 mai 2008 : Mise en examen et inculpation pour délit d'initié de Noël Forgeard, ancien patron d'EADS[63].
- 18 juin 2008 : Mise en examen et inculpation pour délit d'initié de Jean-Paul Gut, ancien directeur général délégué d'EADS[64].
- 2 juillet 2008 : Mise en examen et inculpation pour délit d'initié de Gustav Humbert, ex-président d'Airbus et membre du comité exécutif d'EADS[65].
- 11 juillet 2008 : Mise en examen et inculpation pour délit d'initié de Andreas Sperl, patron de l'usine EADS à Dresde, ancien directeur financier d'Airbus[66].

### 2009
- 17 décembre 2009 : L'Autorité des marchés financiers referme le dossier EADS sans aucune sanction[67].

### 2013
- 3 décembre 2013 : la justice reprend le dossier EADS. Dans un article paru le 3 décembre 2013, le journal Le Monde annonce la réouverture du dossier :

"Quatre ans après la décision de la commission des sanctions de l'Autorité des marchés financiers (AMF), en 2009, de blanchir ces responsables anciens ou actuels, en leur accordant l'équivalent d'un non-lieu - une décision alors controversée et très commentée -, le juge d'instruction Serge Tournaire prend le contre-pied du juge administratif indépendant. Et renvoie sept d'entre eux devant le tribunal correctionnel, ainsi que les groupes Lagardère et Daimler, actionnaires d'EADS, pour délit d'initiés. Le procès devrait se tenir fin 2014."

### 2014
- 5 juin 2014 : Annonce du nouveau procès : L'affaire EADS, Daimler, Lagardère sera rejugée en correctionnelle en octobre. Dans un article intitulé « Le système français de la double sanction est fragilisé », paru le 5 juin 2014, le journal Le Monde annonçait : « ...le tribunal correctionnel tenait une audience de procédure pour préparer un autre grand procès, celui du scandale EADS. Sept anciens dirigeants du groupe aéronautique ainsi que les sociétés Lagardère et Daimler devront répondre de l'accusation de délit d'initié dans un procès qui se tiendra du 3 au 24 octobre 2014 »[69].
- 3 octobre 2014 : Le tribunal correctionnel de Paris suspend le procès dans l’attente d’une réponse sur une question prioritaire de constitutionnalité (QPC) déposée par les avocats des prévenus. Ces derniers contestent la constitutionnalité de la possibilité de juger une deuxième fois les mêmes personnes pour les mêmes faits – le principe du « non bis in idem ». Ils contestent, en l'occurrence, le fait que les prévenus, déjà blanchis par l'Autorité des marchés financiers (AMF) en 2009, se retrouvent de nouveau sur le banc des accusés. La Cour de cassation, seule instance habilitée à transmettre une QPC dans le domaine pénal au Conseil constitutionnel, statuera dans un délai de trois mois[70].
- 7 octobre 2014 : Le tribunal correctionnel de Paris renvoie le procès EADS à l’instruction. Le tribunal correctionnel de Paris a demandé mardi au juge d'instruction du dossier sur des délits d'initiés présumés du groupe EADS de revoir sa copie. Le tribunal a constaté des « imprécisions et irrégularités » dans l'ordonnance du juge d'instruction. Le parquet national financier devra donc désigner un nouveau juge d'instruction pour reprendre l'enquête visant 7 anciens et actuels responsables d'EADS, rebaptisé Airbus, et ses 2 anciens actionnaires (Daimler et Lagardère)[71].

### 2015
En mai, le tribunal correctionnel de Paris constate l’extinction de l’action publique pour les neuf prévenus qui devaient comparaître dans le cadre de l’affaire de délit d’initiés d'EADS (sept cadres dirigeants dont Noël Forgeard et John Leahy ainsi que les sociétés Lagardère et Daimler, anciens actionnaires de référence du groupe). Cette décision fait suite à l'interdiction déclarée peu de temps avant par le Conseil constitutionnel quant au fait de poursuivre un délit d’initiés devant deux juridictions différentes. Or ces derniers avaient déjà été poursuivis par l’Autorité des marchés financiers qui les avait blanchis. Le procès est donc terminé sans avoir commencé.